# Junsele församling
Junsele församling är en församling i Ådalens kontrakt i Härnösands stift. Församlingen ingår i Sollefteå pastorat och ligger i Sollefteå kommun i Västernorrlands län.

## Administrativ historik
Församlingen har medeltida ursprung och var till 20 augusti 1830 annexförsamling i pastoratet Resele, Junsele och Liden. Från 20 augusti 1830 till 2002 eget pastorat. Församlingen ingick mellan 2002 och 2021 i Ådals-Liden, Junsele, Resele och Eds pastorat. Församlingen är sedan 2021 del av Sollefteå pastorat.

## Kyrkor
- Junsele kyrka